# 3-Hexanol
A 3-hexanol (etil-propil-karbinol) szerves vegyület, hat szénatomos alkohol. Előfordul pár növényben, például az ananászban, sáfrányban, levendulában, dinnyében, banánban. Használják étel adalékanyagként, ízfokozóként. Molekulájában egy kiralitáscentrumot található, R és S izomerje létezik. A levegővel 1,1–7 térfogat%-kal keveredve robbanóelegyet alkothat, lobbanáspontja 41 °C.

## Előállítása
Racém formája előállítható a hexán telítetlen származékainak, például 3-hexinnek vagy 3-hexénnek a hidroborálásával.

## Fordítás
Ez a szócikk részben vagy egészben  a(z)   3-Hexanol című német Wikipédia-szócikk ezen változatának fordításán alapul.  Az eredeti cikk szerkesztőit annak laptörténete sorolja fel. Ez a jelzés csupán a megfogalmazás eredetét és a szerzői jogokat jelzi, nem szolgál a cikkben szereplő információk forrásmegjelöléseként.
Ez a szócikk részben vagy egészben  a(z)   3-Hexanol című angol Wikipédia-szócikk ezen változatának fordításán alapul.  Az eredeti cikk szerkesztőit annak laptörténete sorolja fel. Ez a jelzés csupán a megfogalmazás eredetét és a szerzői jogokat jelzi, nem szolgál a cikkben szereplő információk forrásmegjelöléseként.